# Webera mauiensis
Webera mauiensis là một loài rêu trong họ Bryaceae. Loài này được Broth. ex E.B. Bartram mô tả khoa học đầu tiên năm 1933.